# Ohlhoffiidae
Ohlhoffiidae (лат.) — ископаемое семейство стефаноидных наездников. Бирманский янтарь (меловой период (около 100 млн лет), Мьянма, Юго-Восточная Азия). 4 вида.

## Описание
Мелкие наездники (длина тела около 5 мм). Самцы и самки крылатые. Голова с серией зубцов или бугорков, расположенных поперечными рядами на лбу и темени. Усики полимерные, более 20 члеников, не коленчатые. Мезосома не сильно удлиненная и строго цилиндрическая, со стандартной склеротизацией (без сросшихся склеритов); мезонотум со срединной, продольной бороздой и нотаулями. Переднее крыло с жилкой 1-Rs рекурсивной, 2m-cu, входящей во вторую субмаргинальную ячейку, и cu-a не явно постфуркальной. Заднее крыло с широко раскрытой маргинальной ячейкой, жилка 2-M + Cu длинная. Ноги, включая метакоксы и все бёдра, длинные и тонкие; голени не раздуты, протибия с одной апикальной шпорой. I и II базальные сегменты метасомы преобразованы в петиоль и постпетиоль соответственно; яйцеклад короткий.

## Систематика
3 рода и 4 вида. Таксон близок к семействам Stephanidae, Ephialtitidae, Aptenoperissidae и Myanmarinidae из надсемейства Stephanoidea. Впервые были найдены в бирманском янтаре в Hukawng Valley (Мьянма). Возраст находок около 100 млн лет (меловой период). Названия Ohlhoffiidae и Ohlhoffia даны в честь Rainer Ohlhoff, предоставившего типовой материал для исследования.
- †Ohlhoffia Jouault, Rasnitsyn et Perrichot, 2020
  - †Ohlhoffia robusta Jouault, Rasnitsyn et Perrichot, 2020
- †Myanmephialtites Jouault, Rasnitsyn et Perrichot, 2020
  - †Myanmephialtites bashkuevi Jouault, Rasnitsyn et Perrichot, 2020
- †Cretephialtites Rasnitsyn & Ansorge, 2000
  - †Cretephialtites pedrerae Rasnitsyn & Ansorge, 2000
  - (?)†Cretephialtites hispanicus (Rasnitsyn & Martínez-Delclòs, 2000)
    - = Karataus hispanicus